# Carles Fontserè
Carles Fontserè i Carrió (Barcelona, España, 9 de marzo de 1916 - Gerona, España, 4 de enero de 2007) fue un cartelista anarquista español.

## Biografía
Destacó por sus trabajos para la CNT, la FAI y el POUM durante la Segunda República y la guerra civil española, influenciado por el asimismo cartelista Helios Gómez. En 1939 se exilió a Francia y posteriormente a México y Nueva York. Trabajó junto a Salvador Dalí y Cantinflas y en Hollywood, como otro de los grandes cartelistas libertarios, Alfonso Vila "Shum".
Regresó a España en 1973 y se instaló en Porqueres (Gerona). Fue galardonado con la Creu de Sant Jordi por la Generalidad el 1989. En el último libro publicado por el historiador Paul Preston Botxins i repressors (2006) se puede leer en la dedicatoria "Al meu amic Carles Fontserè" (a mi amigo Carles Fontserè).
En los últimos años de su vida se implicó activamente en la lucha por la devolución a sus antiguos propietarios de los Papeles de Salamanca, los documentos incautados en la guerra civil española a diversas instituciones y particulares de Cataluña por el gobierno franquista y que se guardaban en el Archivo General de la guerra civil española de Salamanca. El propio Fontserè había sufrido al final de la guerra la expoliación de todos los carteles originales que guardaba en su casa de Barcelona y tan sólo conservaba 4 originales que había recibido de donaciones de otras colecciones. Por ello pidió públicamente la devolución de los originales que se conservaban en dicho archivo. También fue el autor del cartel conmemorativo de la Comissió de la Dignitat, la organización creada para obtener la devolución de los Papeles de Salamanca.
El día 2 de enero de 2007, Carles Fontserè fue ingresado en el Hospital Josep Trueta de Gerona. Su mujer, Terry, explicó que el artista estaba convaleciente de un accidente doméstico que sufrió en su casa de Porqueres, Gerona. Finalmente, el 4 de enero de 2007, Carles Fontserè falleció a la edad de 90 años.

## Obra
Publicó tres volúmenes autobiográficos:
- Memòries d´un cartellista catalá, Portic, 1995.
- Un exiliado de tercera en París durante la Segunda Guerra Mundial, Acantilado, 2004.
- París, Méxic, Nova York memóries, Proa, 2004.

## Galería

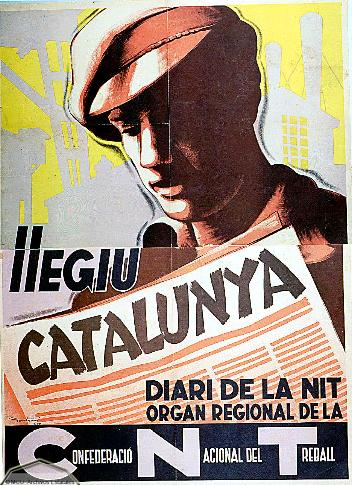
Cartel en catalán para el diario Catalunya: Leed Catalunya. Diario de la noche. Organo regional de la Confederación Nacional del Trabajo.